# 曲竟济
曲竟济（1919年—2007年），男，河南巩县人，中华人民共和国军事人物，中国人民解放军少将，曾任北京军区副政治委员兼政治部主任，第五届全国人大代表。